# Ricky Berry
Ricky Alan Berry (Lansing, Míchigan; 6 de octubre de 1964-Fair Oaks, California; 14 de agosto de 1989) fue un jugador de baloncesto estadounidense que disputó una temporada en la NBA. Con 2,03 metros de estatura, jugaba en la posición de alero. Se suicidó poco antes de cumplir los 25 años. Es el hijo de Bill Berry, que fue entrenador de baloncesto.

## Trayectoria deportiva

### Universidad
Jugó una temporada con los Beavers de la Universidad Estatal de Oregón, en la que apenas promedió 3,8 puntos y 1,3 rebotes por partido. Fue transferido a los Spartans de la Universidad Estatal de San José, donde tras el preceptivo año sin jugar por el cambio de universidad, jugó 3 temporadas, en las que promedió 17,6 puntos y 4,7 rebotes.

### Profesional
Fue elegido en la decimoctava posición del Draft de la NBA de 1988 por Sacramento Kings, con los que firmó un contrato por tres temporadas, donde cuajó una buena primera campaña, promediando 11,0 puntos y 3,1 rebotes por partido, y acabando en la séptima posición de los mejores lanzadores de tres puntos de la liga.

### Fallecimiento
Pero todo se truncó en el mes de agosto durante la pretemporada de 1989, antes de comenzar su segunda temporada en la NBA. Al parecer tras una discusión con su esposa, Berry apenas unas semanas antes de cumplir los 25 años, se pegó un tiro en la cabeza que acabó con su vida. En la escena del suceso se encontró el arma y una nota de suicidio. No había mostrado signos de depresión, pero dejó una nota de suicidio en la que, según los informes, escribió que su esposa no lo amaba y se estaba aprovechando de él.

### Selección nacional
En 1987 fue convocado por la selección de Estados Unidos para disputar los Juegos Panamericanos que se celebraron en Indianápolis, en la que consiguieron la medalla de plata.

## Estadísticas de su carrera en la NBA

### Temporada regular
| Año     | Equipo     | PJ | PT | MPP  | %TC  | %3P  | %TL  | RPP | APP | ROB | TPP | PPP  |
| ------- | ---------- | -- | -- | ---- | ---- | ---- | ---- | --- | --- | --- | --- | ---- |
| 1988-89 | Sacramento | 64 | 21 | 22.0 | .450 | .406 | .789 | 3.1 | 1.3 | .6  | .3  | 11.0 |
| Total   | Total      | 64 | 21 | 22.0 | .450 | .406 | .789 | 3.1 | 1.3 | .6  | .3  | 11.0 |